# Иван Куюмджиев
 Тази статия е за солунския войвода на ВМОРО.  За дееца на ВМОРО и БЗНС вижте Иван Коюмджиев.  
Иван Драганов Куюмджиев, наречен Попето, е български революционер, деец на Вътрешната македоно-одринска революционна организация.

## Биография
Иван Куюмджиев е роден през 1880 година в Разград в бедно семейство. Още като ученик влиза в революционното движение, присъединява се към ВМОРО. В 1903 година влиза в Македония с чета, която действа в Охридско. Участва в Илинденско-Преображенското въстание като четник в Охридско. След потушаването на въстанието действа в Охридско и Ресенско до средата на 1905 година. За кратко се прибира в България, но през май 1906 година се завръща в Македония.
През Балканската война е доброволец в Македоно-одринското опълчение и служи в IV рота на VI охридска дружина. Награден е с орден „За храброст“ IV степен. Участва и в Междусъюзническата война и Първа световна война.
През 1920 година Иван Куюмджиев участва във възстановената от Тодор Александров ВМРО. От 1921 година е окръжен войвода в Солунско, а през 1922 година е избран за окръжен солунски войвода. Участва в много сражения с гръцката войска.
През 1924 година след продължителна битка в Бутковското езеро се разболява от тежка простуда. Завръща се в България на лечение, но не успява да се възстанови и умира на 14 април 1927 година в София.